# Comuna Podo-Kalînivka, Oleșkî
Podo-Kalînivka (în ucraineană Подо-Калинівка) este o comună în raionul Țiurupînsk, regiunea Herson, Ucraina, formată din satele Podo-Kalînivka (reședința) și Stara Maiacika.

## Demografie
Componența lingvistică a comunei Podo-Kalînivka
     Ucraineană (94,65%)
     Rusă (4,61%)
     Alte limbi (0,61%)
Conform recensământului din 2001, majoritatea populației comunei Podo-Kalînivka era vorbitoare de ucraineană (94,65%), existând în minoritate și vorbitori de rusă (4,61%).